# Pandora (videogioco)
Pandora è un videogioco di avventura dinamica ambientato a bordo di una grande astronave, pubblicato nel 1988 per Amiga, Commodore 64 e Atari ST dalla Firebird.

## Trama
Pandora è un'enorme astronave inviata in una missione di esplorazione spaziale di durata indefinita. Generazioni di equipaggio nascono, vivono e muoiono a bordo della Pandora. Siamo nel XXII secolo e la missione va avanti da quasi 200 anni. L'astronave è controllata dal supercalcolatore omonimo Pandora. I ricercatori temono che alcuni componenti stabilizzatori del calcolatore si deteriorino causando comportamenti aggressivi. Ora si è scoperto che la Pandora, contrariamente alle direttive, sta tornando verso la Terra per motivi sconosciuti.
Il giocatore è nei panni di un agente esterno inviato sulla Pandora per investigare, risolvere i problemi prima che la nave raggiunga la Terra, e ritornare con eventuali ritrovamenti da analizzare. Sulla Pandora incontrerà molti personaggi, ma anche molti cadaveri e sbandati. Dovrà affrontare sistemi di sicurezza letali e passeggeri aggressivi e troverà tracce di un'infestazione aliena.

## Modalità di gioco
Il personaggio del giocatore si muove a piedi in orizzontale e verticale dentro Pandora, rappresentata come un ambiente intricato di stanze e corridoi a un solo piano, con visuale dall'alto e scorrimento multidirezionale. Lo scorrimento è fluido nella versione Commodore 64, mentre nelle altre, sebbene siano graficamente molto più evolute, avviene a scatti (su Atari ST l'ampiezza degli scatti è regolabile).
Il personaggio esplora l'astronave, interagisce con l'equipaggio, perquisisce cadaveri, interroga terminali di computer. L'interazione pacifica con i personaggi è limitata a ricevere da loro brevi messaggi testuali e scambiare oggetti, con i quali risolvere i problemi. Importante è ad esempio ottenere i lasciapassare per accedere alle varie zone. Da un apposito punto di scarico si possono mandare oggetti alla navicella con la quale il protagonista è arrivato.
Il combattimento con un personaggio può avvenire in corpo a corpo, con o senza un'arma in mano, o in alcuni casi con un'arma a distanza. Nel corpo a corpo i due si azzuffano in una nuvola di polvere stile fumetti, e per dare colpi il giocatore deve premere il pulsante con tempismo quando una barra indicatrice mobile è più vicina possibile al punto di massima efficacia. La riuscita dipende comunque molto dalla natura dell'avversario e dell'arma utilizzata. La salute può in ogni caso diminuire e si ha una sola vita. Sebbene sia possibile ricorrere spesso alla violenza per ottenere gli oggetti dai personaggi morti, la via dello scambio pacifico, se attuabile, porta a migliori risultati.
Il pannello informativo sotto la visuale contiene l'inventario degli oggetti trasportati, suddivisi in zaino, tasche e oggetto pronto in mano. Appaiono inoltre le finestrelle dello stato di salute, del personaggio più vicino, della distanza dalla Terra (che rappresenta il tempo a disposizione), e la linea dei messaggi scorrevoli.

## Colonna sonora
La musica su Commodore 64 è di Rob Hubbard ed è ispirata al tema principale di Dune, mentre la colonna sonora delle altre versioni è di David Whittaker. In ogni caso la musica è introduttiva e di solito non è presente durante l'azione di gioco.